# Odontopera crocalliaria
Odontopera crocalliaria là một loài bướm đêm trong họ Geometridae.